# Petrejoides chiapasae
Petrejoides chiapasae là một loài bọ cánh cứng trong họ Passalidae. Loài này được Schuster miêu tả khoa học năm 1991.